# G.U.Y.
G.U.Y. (skrót od Girl Under You, z ang. Dziewczyna Pod Tobą) – trzeci singel amerykańskiej piosenkarki Lady Gagi z albumu ARTPOP. Został wydany 8 kwietnia 2014 roku. Utwór został napisany i wyprodukowany przez wokalistkę i Zedda.

## Tło
Przed premierą albumu ujawniono 12 sekundowy fragment piosenki, miało to miejsce w październiku 2013 roku. Był to następujący fragment utworu: „Love me, Love me, please retweet let me be the girl under you that makes you cry”. 8 kwietnia 2014 roku jako 3 singiel piosenka trafiła do rozgłośni radiowych. Jednak we Włoszech utwór zadebiutował już 28 marca.

## Teledysk
Teledysk został nakręcony w zamku Hearst w Los Angeles w lutym 2014 roku. Za jego wynajęcie zapłacono 250,000$ na rzecz fundacji Hearst Castle Preservation. Premiera nastąpiła 22 marca 2014 roku. Trwa on prawie 12 minut i użyto w nim 3 innych piosenek z płyty ARTPOP – ARTPOP, Venus i MANiCURE. Utrzymany jest w stylistyce starożytnej Grecji. Piosenkarka ma na sobie w przeciągu całego teledysku 15 różnych stylizacji. W teledysku można zobaczyć wskrzeszone największe inspiracje Gagi: Michaela Jacksona, Johna Lennona, Gandhiego oraz Jezusa Chrystusa. Lady Gaga jest również reżyserem klipu. W teledysku można zobaczyć piosenkarkę w postaci anioła przebitego strzałą. Następnie przedstawiono jej ofiarę Bogom. Odradza się ona jako piękna i silna kobieta.

## Występy na żywo

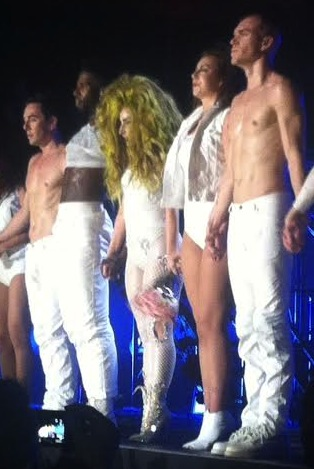
Lady Gaga, wykonując „G.U.Y.” w Roseland Ballroom w Nowym Jorku.

Piosenka była wykonywana podczas serii koncertów w Nowym Jorku w Roseland Ballroom. Zaśpiewano ją również w programie Davida Lettermana, 1 kwietnia razem z piosenką Dope. Wykonywana była podczas trasy koncertowej ArtRave:The ARTPOP Ball.

## Lista utworów
Digital download
1. „G.U.Y.” – 3:52

Digital download – remixes
1. „G.U.Y.” (St. Lucia Remix) – 5:29
2. „G.U.Y.” (Rami Samir Afuni Remix) – 4:28
3. „G.U.Y.” (Wayne G Throwback Anthem) – 7:53
4. „G.U.Y.” (Lovelife Remix) – 3:15
5. „G.U.Y.” (KDrew Remix) – 4:45

Streaming – remixes
1. „G.U.Y.” (KDrew remix) – 4:43
2. „G.U.Y.” (Rami Samir Afuni remix) – 4:22
3. „G.U.Y.” (Wayne G Throwback Anthem) – 7:51
4. „G.U.Y.” (Lovelife remix) – 3:12

## Pozycje na listach
| Lista                                    | Pozycja |
| ---------------------------------------- | ------- |
| Australia(ARIA)                          | 88      |
| Belgia(Ultratip Flondria)                | 7       |
| Belgia(Ultratip Walonia)                 | 13      |
| Bułgaria(IFPI)                           | 5       |
| Chorwacja (ARC 100)                      | 10      |
| Czechy(IFPI)                             | 45      |
| Francja(SNEP)                            | 92      |
| Izrael(Media Forest)                     | 1       |
| Korea Południowa(Gaon)                   | 42      |
| Stany Zjednoczone(Billboard HOT100)      | 76      |
| Wielka Brytania(Official Charts Company) | 115     |

## Historia wydania
| Kraj              | Data            | Format                 | Wytwórnia  |
| ----------------- | --------------- | ---------------------- | ---------- |
| Stany Zjednoczone | 8 kwietnia 2014 | Mainstream radio       | Interscope |
| Włochy            | 28 marca 2014   | Mainstream radio       | Streamline |
| Wielka Brytania   | 12 maja 2014    | Contemporary Hit Radio | Polydor    |